# Bobby Bare
Robert Joseph (Bobby) Bare (* 7. dubna 1935 Ohio, USA) je americký country zpěvák a skladatel, držitel ceny Grammy, člen Grand Ole Opry, otec Bobbyho Barea jr., také zpěváka.
Začátky jeho kariéry sahají do počátku šedesátých let, v roce 1963 nahrál své největší hity, písně Detroit city (cena Grammy) a 500 miles away from home. Tři roky nato nahrál písničku "Streets of Baltimore", kterou v Československu nahráli skupiny Fešáci a Taxmeni. Napsal hudbu k písni "Good christian soldier", kterou v USA nahrál Kris Kristofferson, v Československu ji nahráli opět Fešáci. V sedmdesátých letech slavil úspěchy mj. s písněmi Marie Laveau (jeho jediný hit no. 1) či Ride me down easy. Celkem vydal více než třicet alb. Hrál také ve filmech A Distant Trumpet, Sette contro la morte a seriálu No Time for Sergeants.

## Eurovision Song Contest 2012
V roce 2012 se Bobby Bare zapojil do norského národního výběru mezinárodní soutěže Eurovision Song Contest 2012 - Melodi Grand Prix. V národním kole soutěžil společně s norským zpěvákem Petterem Øienem. Společně prezentovali skladbu Things Change. Ze třetího semifinálového klání oba postoupili do finále, které se ustkutečnilo 11. února 2012 ve Spektrum Areně v hlavním městě Norska.

## Největší hity
- The All-American boy: #2 US pop
- 500 miles away from home: #5 US country, #10 US pop, #4 US AC
- Detroit city: #6 US country, #16 US pop, #4 US AC, #1 NOR
- Four strong winds: #3 US country, #60 US pop, #40 CAN pop

## České coververze
- Good christian soldier - Kousek lásky (Fešáci)
- The streets of Baltimore - Dárek vánoční (Fešáci)
- a další...